# Brian Jones
Lewis Brian Hopkin Jones (født 28. februar 1942, død 3. juli 1969) var grundlægger af og lead- og rytmeguitarist i det engelske band The Rolling Stones. Jones var kendt for at kunne spille på mange musikinstrumenter og sit stofmisbrug. Hans død som 27-årig gjorde ham til et af de første medlemmer i den berygtede klub 27.

## Begyndelse
Brian Jones blev født på Park Nursing Home i Cheltenham i Gloucestershire under 2. verdenskrig. Hans forældre, Lewis Blount og Louisa Beatrice Jones, der havde walisiske rødder, kom fra middelklassen. Brian havde to søstre: Pamela (f. 3. oktober 1943 – d. 14. oktober 1945 af leukæmi) og Barbara (f. 1946).
Brians forældre var interesseret i musik, og det smittede hurtigt af på den unge Brian. Hans far, der var luftfartstekniker, spillede i sin fritid både guitar og orgel og stod i spidsen for det lokale kor. Hans mor var klaverlærerinde og begyndte tidligt at undervise Brian. Brian lærte hurtigt klaver og kastede sig derefter over klarinet. Han spillede førsteklarinet i skoleorkesteret som 14-årig.
I 1957 fik Jones for første gang kendskab til jazzmusikeren Charlie Parker. Det førte til en livslang interesse for jazz, og Brian tiggede sine forældre om at købe en saxofon til ham. Men som med så mange andre musikinstrumenter, han lærte at mestre, begyndte saxofonen at kede ham efter et stykke tid, og han ledte efter et nyt instrument. Hans forældre gav ham hans første akustiske guitar i 17-års fødselsdagsgave.
Han gik på Dean Close School (1949-1953) og Cheltenham Grammar School for Boys, hvor han begyndte i september 1953 efter optagelsesprøve. Jones var kendt som en dygtig elev, der fik høje karakterer uden at gøre den store indsats. Han spillede badminton og dykkede, men ellers var han ikke til sport.
Til trods for at Brian Jones klarede sig godt, syntes han at skolen var for ensrettet og formel. I teenagealderen nægtede han totalt at tilpasse sig. Han var kendt for at undgå skoleuniformen, han nægtede at gå med uniformshuen og udfordrede alle lærere med sin opførsel. Det gjorde ham meget populær hos de andre studerende. Han blev smidt ud af skolen to gange på grund af modviljen mod autoriteterne.

## The Rolling Stones
Jones forlod Cheltenham og flyttede til London, hvor han mødte og blev ven med Alexis Korner, Paul Jones (Manfred Mann) og Jack Bruce (Cream). Han blev en anerkendt bluesmusiker, og ændrede i kort tid navn til Elmo Jones. Bill Wyman påstår, at Jones var en af de første guitarister i England, der spillede slideguitar.
I foråret 1962 skaffede Jones Ian Stewart og sangeren Mick Jagger til sit band. Jones mødte Keith Richards, da han sammen med Paul Jones optrådte med Elmore James' Dust My Broom på The Ealing Club.
Det var Brian Jones' forslag, at Jagger tog Richards med til en prøve. Jones og Stewart godkendte både Richards og de Chuck Berry-sange, han ville spille med bandet.
Ifølge Keith Richards fandt Brian Jones på navnet Rollin’ Stone (senere kom der et g og et s på), mens han sad og snakkede i telefon.
Gennem størstedelen af 1962 – 1963 delte Jones, Jagger og Richards lejlighed i Edith Grove 102 i Chelsea i London. Nu brugte Jones og Richards dagene på at spille guitar, mens de hørte bluesplader (hovedsagelig Jimmy Reed, Muddy Waters og Howlin' Wolf), og Jones lærte Jagger at spille mundharmonika.
De fire bandmedlemmer søgte en bassist og en trommeslager, og efter mange prøver besluttede de sig for bassisten Bill Wyman (hovedsagelig fordi han havde en forstærker og cigaretter). Efter at havde spillet nogle koncerter med Tony Chapman og Carlo Little på trommer, faldt valget i stedet på den jazzinspirerede Charlie Watts, som musikere betragtede som én af de bedste trommeslagere i London.
I begyndelsen af bogen Ifølge The Rolling Stones beskriver Watts beskriver Jones' rolle i bandet: ”Brian var meget musikalsk og i drev i begyndelsen bandet fremad. Keith og jeg betragtede ham som en smule skør. Det var afgørende for ham, at vi kom til at optræde i en klub som et R&B-band.”
Gruppen spillede på blues- og jazzklubber i London og fik snart en stor fanskare. Det medførte, at andre jazzmusikere følte sig truet af bandets popularitet. I The Stones' første år stod Brian Jones i spidsen for bandet. Han promoverede det, skaffede det engagementer ved forskellige shows i London og mødtes med forskellige producere. Først opførte Jones sig mest som en entertainer og spillede flere instrumenter somrytmeguitar, slideguitar og mundharmonika.
Under deres liveoptræden på Crawdaddy Club i Richmond var Jones meget mere livlig end Mick Jagger som mest stod stille, mens han sang, fordi der som regel ikke var plads til ham at bevæge sig på.

## Andre projekter
I 1966 producerede, spillede og skrev Jones soundtrack til Mord und Totschlag, en tysk film, som hans kæreste Anita Pallenberg medvirkede i. Han hyrede forskellige musikere til at spille på soundtracket, heriblandt guitaristen Jimmy Page. Det vakte forargelse, da Jones optrådte i en nazi-uniform og stod på et billede med en nøgen dukke sammen med Pallenberg. Billedet førte til, at mange opfattede Jones som nazi-sympatisør, selv om opfattelsen intet hold havde i virkeligheden.

## Nedturen
Jones blev arresteret anden gang den 21. maj 1968 for besiddelse af marihuana og denne gang med udsigt til en lang fængselsstraf, fordi han havde en betinget dom. Jones påstod, at marihuanaen ikke var hans, men var efterladt i hans hus af de tidligere ejere. Bill Wyman fortæller: ”Politiet havde en kendelse, men ingen konkrete beviser. Det viste, at anholdelsen var en del af en nøje arrangeret plan. Brian og The Stones var blevet til et middel i en kampagne, som skulle afskrække befolkningen mod stoffer.”
Juryen kendte Jones skyldig, men dommeren fattede sympati for ham og sagde: ” Lad for himlens skyld være med at komme problemer igen, for så vil det få meget alvorlige konsekvenser.”
På grund af disse problemer var Brian Jones sjældent i studiet, og hvis han mødte op, bidrog han ikke meget musikalsk. Hans forstærker blev sommetider ligefrem slukket af et af de andre bandmedlemmer, så det var hovedsageligt Richards, der spillede guitar.
Efter albummet Let It Bleed (juli 1969) besluttede The Stones for første gang i tre år at tage på turné i Nordamerika fra november 1969. Men snart opstod et nyt problem: Brian Jones kunne ikke få indrejsetilladelse på grund af sit stofmisbrug. Efter forslag fra pianist og roadmanager Ian Stewart besluttede resten af bandet at få en ny guitarist, og den 8. juni 1969 fik Brian Jones besøg af Mick Jagger, Keith Richards og Charlie Watts, der meddelte ham at han ikke længere var medlem af bandet.

## Død
Omkring midnat den 3. juli 1969 blev Brian Jones fundet livløs i sit svømmebassin i sit hjem i Hartfield i Sussex i England. Hans kæreste, Anna Wohlin, var overbevist om, at han stadig var i live, da han blev trukket op af vandet, men da lægen ankom, erklærede han ham død på stedet.
Til trods for Brian Jones' pludselige død blev koncerten i Hyde Park afholdt med op mod 500.000 fans. Mick Jagger læste op af Percy Bysshe Shelleys Adonais, og bagefter blev hundreder af sommerfugle sluppet løs som en hyldest til den døde guitarist. Ironisk nok var de fleste af sommerfuglene enten døde i den kasse, de blev holdt fanget i, eller de faldt døde til jorden kort tid efter, at de blev sluppet fri.
Kun Bill Wyman og Charlie Watts deltog i Brian Jones' begravelse. Mick Jagger og hans kæreste, Marianne Faithfull udeblev, da de var på vej til Australien til en filmoptagelse. Keith Richards og Jones' tidligere kæreste Anita Pallenberg, der nu dannede par, deltog heller ikke, da de frygtede, at deres deltagelse ville vække anstød.

## Privatliv
I skolen var Brian Jones meget populær hos de andre elever. I foråret 1959, da han var 17 år gammel, gjorde han sin 16 årige kæreste, Valerie, gravid. Hun var fire måneder yngre end Brian, der opmuntrede hende til at få en abort. Så ville hun ikke længere have kontakt med Jones og bortadopterede barnet. Hun fødte en dreng, der fik navnet Simon. Han blev givet til at barnløst par, og Brian Jones forlod skolen og sit hjem, og rejste derefter rundt i Nordeuropa. Simon nåede aldrig at møde sin biologiske far.
I 1960 blev Brian Jones tilsyneladende far til en datter, men der er ingen oplysninger om hende.
I 1961 gjorde han sin nye kæreste, Pat Andrews, gravid. Barnet blev født den 22. oktober 1961, og drengen fik navnet Julian Mark Andrews. Samme dag solgte Brian Jones sin pladesamling og brugte pengene på blomster til Pat og tøj til barnet. De tre boede sammen en kort tid.
Den 23. juli 1964 blev han far for tredje gang, da Linda Lawrence fødte Julian Brian Jones.
Dawn Molloy blev mor til den sidste af Brian Jones' sønner den 24. marts 1965. Han fik navnet John Paul Andrew Jones. To af sønnerne fik navnet Julian fra Jones' store idol, Jazzmusikeren Julian ”Canonball” Adderley.